# Świątynia Pięciu Pagód w Hohhocie
Świątynia Pięciu Pagód (chiń. 五塔寺; pinyin Wǔtǎ sì) – świątynia buddyjska w zabytkowej części Hohhotu, w regionie autonomicznym Mongolia Wewnętrzna, w północnych Chinach.
Świątynię Pięciu Pagód wybudowano w latach 1727–1732 jako część dawnego kompleksu świątynnego Cideng (chiń. 慈灯寺; pinyin Cídēng sì), który zrekonstruowano w 2006 roku. Wzniesiona na planie prostokąta świątynia liczy ok. 16,5 metra wysokości. Głównym materiałem użytym do budowy były kamienie i cegły. Budynek dzieli się na trzy części: podest, znajdującą się na podeście główną część budowli oraz pięć pagód na samej górze. Dolny fragment głównej części budynku zdobi inkrustowana Diamentowa Sutra zapisana sanskrytem, pismem mongolskim oraz tybetańskim. Ściany ozdobione są 1561 płaskorzeźbami przedstawiającymi Buddę w różnych pozach. Do świątyni prowadzą łukowate drzwi z wizerunkami Czterech Niebiańskich Królów po bokach.
Nad głównym budynkiem góruje pięć pagód – cztery narożne i jedna centralna. Pagody narożne składają się z pięciu pięter, podczas gdy środkowa, najwyższa pagoda posiada siedem kondygnacji. Ściany pagód zdobią płaskorzeźby Buddy i bodhisattwów.
Na kamiennym ekranie za świątynią znajdują się trzy płaskorzeźby, z czego jedna to stara mongolska mapa nieba ukazująca 24 planety i ok. 1550 gwiazd, zgrupowanych w ok. 270 konstelacjach; podzielona jest na sekcje zodiakalne i księżycowe. Ma być jedyną  starożytną mapą tego typu w języku mongolskim.